# مردمک آرگایل-رابرتسون
مردمک آرگایل-رابرتسون (انگلیسی: Argyll Robertson pupil) که گاهی به آن مردمک آرژیل رابرتسون هم گفته می‌شود، مردمک‌هایی کوچک و دو سویه‌ای هستند که وقتی اشیاء نزدیک به آنها متمرکز شوند، تنگ می‌شوند. مردمک ارگیل-رابتسون یکی از نشانه های خاص بیماری سیفلیس عصبی هستند و در این بیماری وقتی که شخص در معرض نور قرار می‌گیرد تنگ نمی‌شوند.
این نشانهٔ پزشکی نامش را از داگلاس آرگایل رابرتسون چشم‌پزشک اسکاتلندی می‌گیرد.